# LION (奥田民生のアルバム)
『LION』（ライオン）は、日本のミュージシャン奥田民生の7枚目のアルバムである。ソロデビュー10周年となる2004年10月6日発売。発売元はエスエムイーレコーズ。完全限定生産アナログ盤、SACD盤、DVD-Music盤も同時発売。
2007年12月19日に完全生産限定盤、紙ジャケット仕様で再発。

## 概要
- オリジナルアルバムとしては前作『E』から約2年ぶりのアルバム。
- 当初LGCD2 (CCCD) でのリリースが予定されていたが、CD-DAでのリリースとなった。発売フォーマットが4種類もあるのはその名残。奥田作品の中でSACD盤が発売されたのは本作のみである。
- 約20曲あった候補曲の中からチャーリーとのコラボ曲を中心に収録。当初は2枚組にするという案もあった。未発表分は次回作『comp』に数曲収録されたが、残りの曲のその後は不明である。
- 「奥田民生 10th Anniversary ドラマーシャル」として収録曲のうち4曲がそれぞれ4社のCMソングとしてテレビ朝日限定でオンエアされた。4つのCMが繋がって1つのストーリーになるようになっている。採用されたのは次の4曲。
  - KOSE - 「サウンド・オブ・ミュージック」
  - 富士フイルム - 「ライオンはトラより美しい」
  - アサヒビール - 「スカイウォーカー」
  - マツダ - 「アーリーサマー」

## 収録曲
| 全作詞・作曲: 奥田民生（特記を除く）。 |                                                                            |                        |                        |      |
| #                                      | タイトル                                                                   | 作詞                   | 作曲・編曲             | 時間 |
| 1.                                     | 「ライオンはトラより美しい」(作詞・作曲：奥田民生・チャーリー・ドレイトン) | 奥田民生（特記を除く） | 奥田民生（特記を除く） | 4:33 |
| 2.                                     | 「何と言う」(作詞・作曲：奥田民生・チャーリー・ドレイトン)                 | 奥田民生（特記を除く） | 奥田民生（特記を除く） | 3:57 |
| 3.                                     | 「スカイウォーカー」                                                       | 奥田民生（特記を除く） | 奥田民生（特記を除く） | 3:46 |
| 4.                                     | 「線路は続かない」                                                         | 奥田民生（特記を除く） | 奥田民生（特記を除く） | 3:45 |
| 5.                                     | 「アーリーサマー」                                                         | 奥田民生（特記を除く） | 奥田民生（特記を除く） | 3:42 |
| 6.                                     | 「歯」                                                                     | 奥田民生（特記を除く） | 奥田民生（特記を除く） | 3:35 |
| 7.                                     | 「サプリメン」(作詞・作曲：奥田民生・チャーリー・ドレイトン)               | 奥田民生（特記を除く） | 奥田民生（特記を除く） | 4:36 |
| 8.                                     | 「プライマル」                                                             | 奥田民生（特記を除く） | 奥田民生（特記を除く） | 3:31 |
| 9.                                     | 「サウンド・オブ・ミュージック」                                           | 奥田民生（特記を除く） | 奥田民生（特記を除く） | 3:07 |
| 10.                                    | 「フェスティバル」(作詞・作曲：奥田民生・チャーリー・ドレイトン)           | 奥田民生（特記を除く） | 奥田民生（特記を除く） | 4:40 |
| 11.                                    | 「コアラの街」                                                             | 奥田民生（特記を除く） | 奥田民生（特記を除く） | 3:20 |
| 12.                                    | 「青春」                                                                   | 奥田民生（特記を除く） | 奥田民生（特記を除く） | 2:58 |
| 合計時間:                              | 合計時間:                                                                  | 45:30                  |                        |      |

### 曲解説
1. ライオンはトラより美しい
2. 何と言う
18thシングル。特に表記はないがシングルとはミックスが異なる。こちらが本来のミックスだがタイアップが決まりシングルになったため、日本でミックスをやり直したのがシングルバージョンである。これをCCCDとCD-DAとの違いと勘違いするリスナーがいたらしく、奥田が自身のラジオ番組で「CCCDによる違いではない」と説明した。
3. スカイウォーカー
17thシングル。
4. 線路は続かない
5. アーリーサマー
6. 歯
全ての楽器を奥田が演奏。間奏のコーラスはボーカルをギター用のエフェクターに通している。
7. サプリメン
8. プライマル
9. サウンド・オブ・ミュージック
16thシングル。
10. フェスティバル
11. コアラの街
12. 青春
ソロデビュー以来10年活動してきたGOZでレコーディングした最後の曲となった。

## 参加ミュージシャン
- 奥田民生 - ボーカル、ギター、キーボード (#3) 、パーカッション (#3, 8, 11) 、ベース (#8)、ハープ (#12)、全演奏 (#6)
- チャーリー・ドレイトン - 、ドラムス (#1-2, 7, 10) 、ベース (#1-2, 4, 7, 9) 、ギター (#1-2, 7) 、パーカッション (#1-2, 7) エフェクト (#1-2, 7) 、ハーモニー (#1-2, 7)
- 斎藤有太 - キーボード (#5, 8, 11-12)
- 小原礼 - ベース (#3, 5, 7（イントロ）, 10-11)
- 沼澤尚 - ドラムス (#5, 11)、パーカッション (#11)
- ピート・トーマス - ドラムス (#4, 9)
- バーニー・ウォーレル - キーボード (#4, 9)
- マーク・リボー - ギター (#4, 9)
- 古田たかし - ドラムス (#12)
- 根岸孝旨 - ベース (#12)
- 長田進 - ギター (#12)
- 湊雅史 - ドラムス (#3)、パーカッション (#3)
- JAH-RAH - ドラムス (#8)
- ロブ・アーサー - ピアノ (#10)
- ロバート・コズーリ A.K.A KAPTAIN K - プログラミング (#9)